# Gabriel Antón Iboleón
Gabriel Antón Iboleón (Ferrol, 1854 - Madrid, 2 de febrer de 1924) fou un militar de l'Armada Espanyola, accidentalment ministre de la Marina.

## Biografia
Era fill de Manuel Antón y Castillo (1819-1905), cònsol d'Alemanya i vicecònsol del Regne Unit, dels Països Baixos i de Dinamarca a Ferrol, així com un important armador i navilier. Un dels seus germans, Manuel, seria capità de navili i un altre, Manuel Antón Iboleón, seria alcalde de Ferrol.
Ingressà a l'Armada Espanyola, va aconseguir en 1913 la graduació de contralmirall i el càrrec de Secretari del Consell Suprem de Guerra i Marina. Finalment arribaria a la d'almirall, va ser almirall cap de l'Estat Major Central de l'Armada (AJEMA) de 1920 a 1924 i formava part de la Junta de Defensa Nacional. Havia rebut la Gran Creu del Mèrit Naval en 1881, quan encara era alferes de navili., el 1921 va rebre la Gran Creu del Mèrit Militar i el gener de 1924 la Gran Creu de Sant Hermenegild. Va ocupar provisional el càrrec de Ministre de Marina durant el directori militar de Primo de Rivera. Va morir quan portava uns cinc mesos en el càrrec.